# 香港特快巴士路線

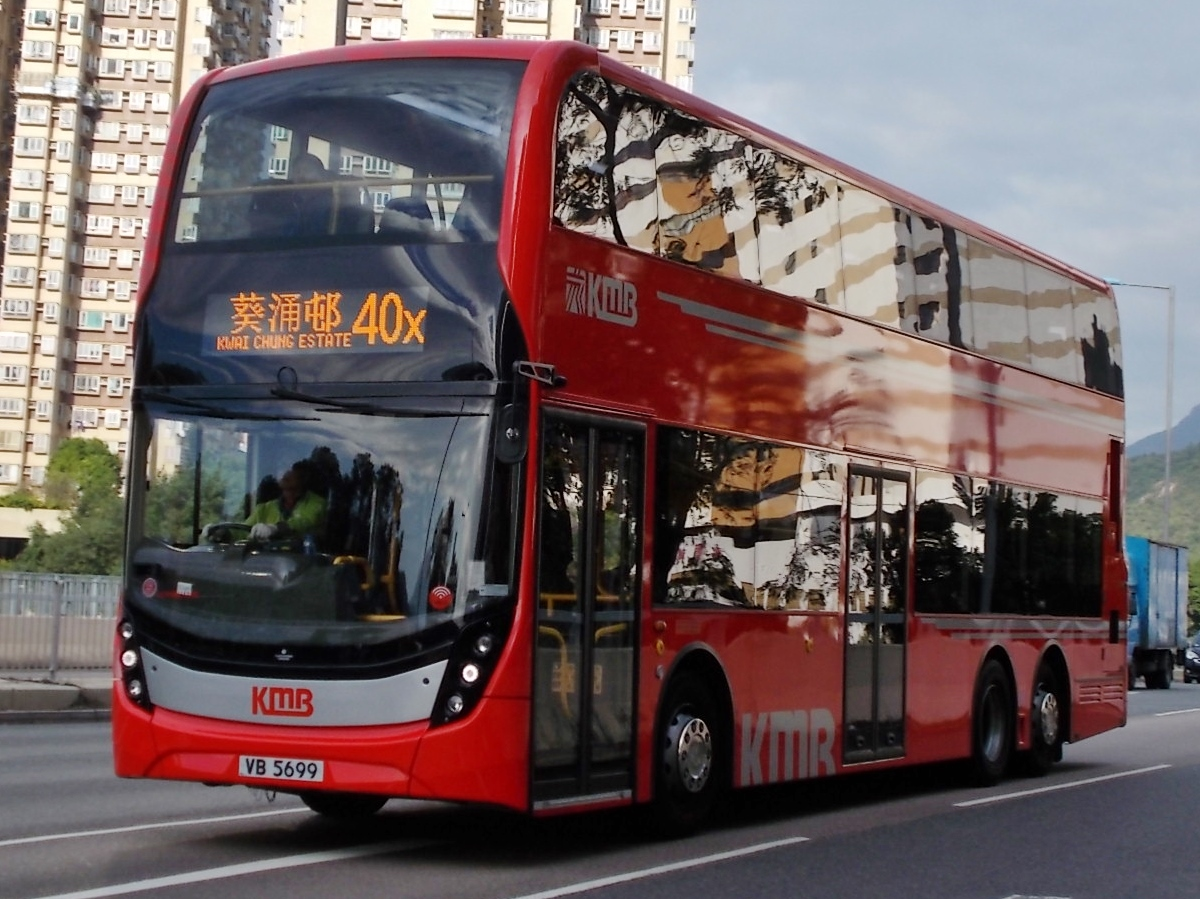
40X於1993年投入服務，現時來往葵涌邨及烏溪沙鐵路站之間。

香港特快巴士路線的發展起源於半直通路線，在1967年至68年開辦的九巴13D、14、14A和15，至1982年為止，同年11月26日，香港首批行走快速公路的特別路線14X、15X投入服務。

## 特快路線的定義
一般特快路線採取「點對點」定線，行經快速公路、主幹道或行車隧道，減少繞經內街及停站，提供兩區之間的「一程過」直達服務，客源因而非常集中。過往特快線的編號通常以「X」字尾為記認，但隨著特快線普及化，不少既有路線經重組後，改用較直接途徑往返，但仍保留原有編號，如城巴8號線、九巴40線。加上多條新路線開辦時已採用「點對點」走線（如城巴798線、九巴277E線），故很多特快線已非「X」字尾。
絕大部份特快線是日間路線，只有極少徹夜服務的常規通宵巴士路線提供特快服務（如城巴N8P線）。因為通宵線的營運成本較高而客量有限，多會繞路以服務更多乘客或節省隧道費。而近年開辦的深宵巴士路線，主要集中服務午夜後需求較高的時段，或會取道快速公路、主幹道或減少停站（如九巴271S線、九巴293S線及九巴N41X線等），以較傳統通宵路線更快到達目的地。
特快路段不一定是快速公路或隧道，如取道干諾道西天橋、西九龍走廊等高架道路，或者告士打道等設計成分隔道路、不設交通燈及車速限制較寬鬆的主幹道，亦可被視為特快線。相反主幹道或隧道也不一定是特快路段，例如獅子山隧道、紅磡海底隧道。行經快速公路或隧道同樣未必是特快線，例如城巴85線僅行經介乎阿公岩及杏花邨一小段東區走廊，實際上沒有特快效果。
行走以下道路的巴士路線，均會被界定為特快巴士路線，並收取比起同等長度的普通巴士路線稍為昂貴的票價：
- 吐露港公路
- 沙田路
- 大老山隧道
- 荃灣路（青衣島路線除外）
- 城門隧道
- 觀塘繞道
- 啟德隧道
- 西九龍走廊
- 西九龍公路
- 大欖隧道
- 屯門公路（屯門路線）
- 粉嶺公路
- 青沙公路
- 呈祥道及龍翔道
- 山道天橋
- 東區走廊

大部分特快路線的路線號碼以英文字母“X”後綴作區別；但隨着路線號碼將近用盡，近年越來越多特快路線已不再以X字後綴（例如：68M）。

## 1980、90年代
在特快線興起之前，「半直通路線」首先於1960年代出現，當時道路幹線網絡尚未完善，甚至還沒有快速公路，這些「半直通路線」與一般路線同樣途經內街，分別只在「半直通路線」減少停站，以求加快行車時間，而一般路線則近乎「站站停」。然而1978年起，快速公路陸續落成，道路網絡大幅改善，「特快線」便於1980年代應運而生，並於隨後20年間逐漸取代半直通路線之地位，成為現今巴士路線發展的大勢所趨。

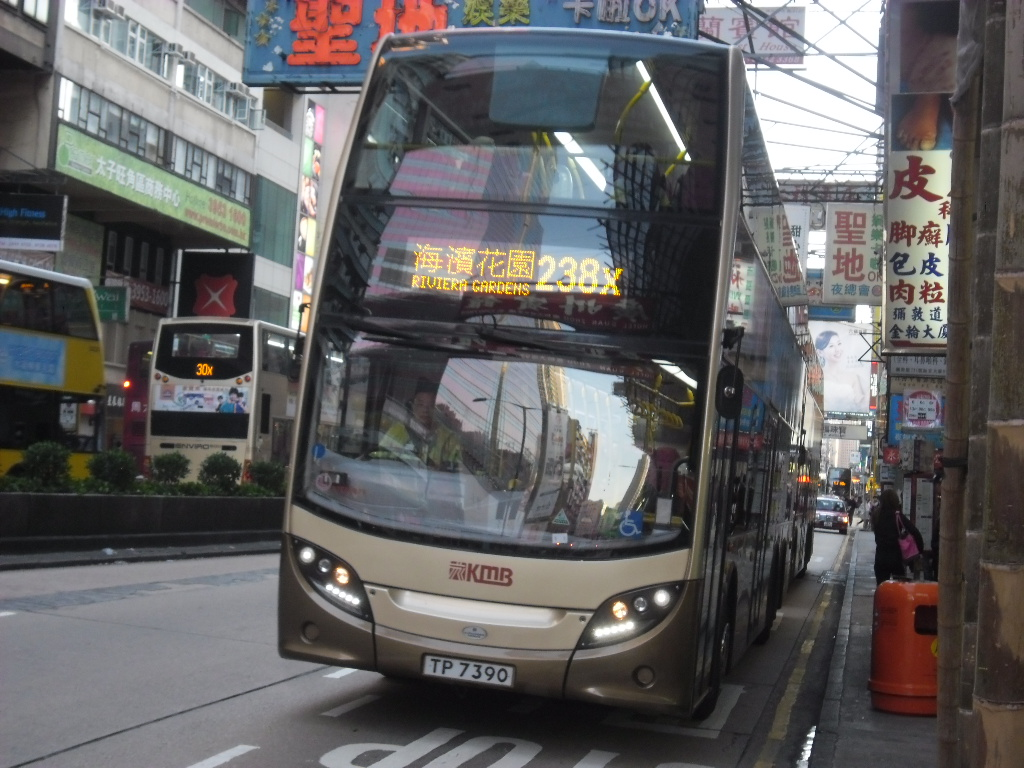
238X於1990年投入服務，現時來往海濱花園及中港碼頭之間。

首批行走快速公路的特別路線是14X、15X，於1982年11月26日投入服務，往來藍田（北）及尖沙咀，途經機場隧道（現稱啟德隧道）袛於平日繁忙時間提供服務，尖沙咀總站初時設於力寶太陽廣場現址，1985年9月28日起遷往中間道，1987年10月19日起遷往漢口道半島酒店對面。
至於新界區的特快巴士路線，包括1984年12月13日開辦的82X（沙田第一城↔九龍塘地鐵站）；1985年9月26日開辦的72X（富蝶總站 ↔ 旺角（柏景灣））及74X（大埔中心 ↔ 觀塘碼頭），它們都是配合吐露港公路通車而開辦的；1986年的75X（富善邨 ↔ 九龍城碼頭）、屯門區的60X、61X及北區70X；1987年的68X及62X；1988年的59X、66X、67X；1989年荃灣區的30X、大埔區的71X（1991年起永久停駛）及荃灣區的238X（開辦時已是全線空調）。
在1990年2月屯門區的58X開辦，同年4月城門隧道通車，43X、45X（1991年起永久停駛）、46X、47X、48X及49X等線相繼開辦，到了1991年大老山隧道通車，又有80X、82X、83X、89X及284X（1993年與82X合併），同日起84M、85C、89C改經大老山隧道，被界定為特快路線，是首批非X號特快線；1年後，更有52X（原52線，後來改為不經荃灣市中心及葵涌）；1993年，天水圍也有特快巴士路線（當時天水圍的特快巴士路線是69X）1995至98年間，上水也有經城門隧道的巴士線278X，而68M更因大欖隧道通車之故而變成特快路線。

## 千禧年代

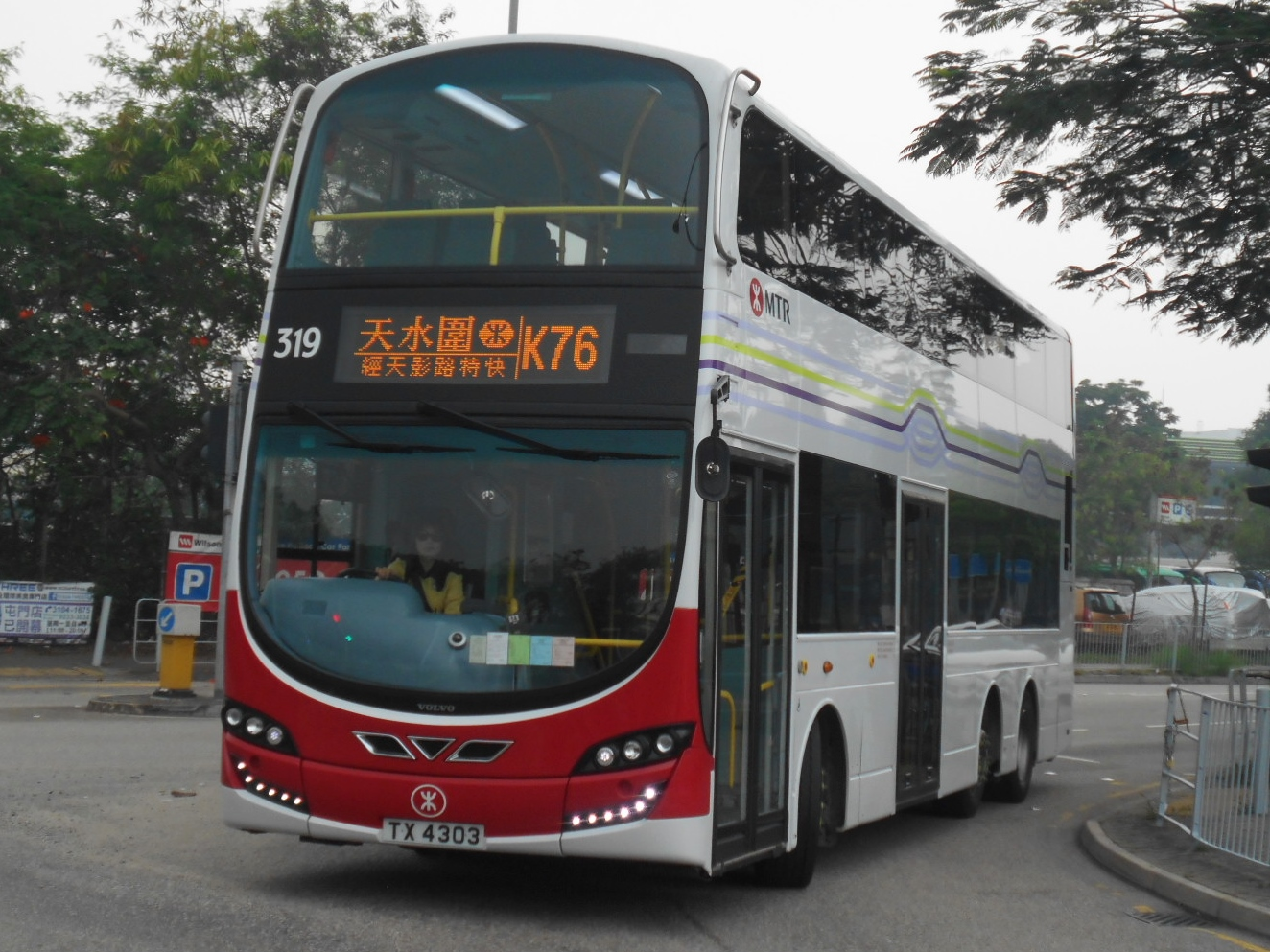
於2003年投入服務，現時來往天水圍站及之間，為天水圍西北居民更快捷地來往港鐵站。

隨著多條鐵路通車，加上乘客的乘車模式轉變，部份路線客源銳減，與港鐵路線重疊的特快線亦不能倖免，268B就是被於2009年延伸至紅磡站的西鐵綫沉重打擊之其中一條特快線，雖然取道三號幹線直接來往尖沙咀及元朗市，但是仍較鐵路慢而失去競爭力，因而被大幅削減服務。九巴因而透過區域性巴士路線重組等措施，重組多條行車路線迂迴的路線，改經主幹道、快速公路或高架道路從而提速（例如40、41A和63X），或者分拆及開辦更快捷路線代替（70X被加強服務的277X線及新線277E、277P取代就是其中一例，另外亦有68X分拆出268X）；又配合屯門公路轉車站及青沙公路轉車站兩個大型轉乘站啟用，加設更多轉乘優惠，以提升客量及善用資源。另一邊廂，新巴進軍九龍及新界東，開辦「將軍澳九龍專線」服務，當中
796C、796X、798等多條路線行經東九龍惟一一條快速公路——觀塘繞道，因而被該公司標榜為「觀塘繞道特快」，在定線直接加上不與鐵路競爭下深受歡迎。
此外青沙公路亦於2008至2009年間通車，提供由沙田直達西九龍、青衣及大嶼山之路線，但由於青沙公路於長沙灣路段的出入口設計失敗，加上受吐露港公路至大埔公路－沙田段的經常性擠塞影響，而早年只有一條行車線進入青沙公路，形成瓶頸位，令前往西九龍或西隧的特快效果非常有限，分流獅子山隧道成效不彰，對專營巴士的吸引力甚低。營運機場、北大嶼山路線的龍運巴士亦寧可繼續使用城門隧道及青衣北岸公路，也不願改行整條八號幹線，這使青沙公路通車首7年，行駛該公路的專營巴士屈指可數，更一直沒有全日巴士路線進駐。直至2013年起多次實施區域性重組，以及路政署在2014年於大埔公路－沙田段進行改善工程，才開始陸續出現行經青沙公路的特快線，當中的九巴非過海路線一般被標榜為「八號幹線特快」，空置近7年的青沙公路轉車站亦終在2015年初啟用。
九巴運輸發展總監施偉廉（Mark Savelli）曾在外國著名雜誌《Buses》中表示，希望為長途線發展「KMB Express」品牌，以分流不同客源。
在近年的巴士路線發展計劃中，九巴和運輸署亦建議並落實開辦多條特快線，如35X、36X、88、88X、268X、277E及X42C線业等，以開拓特快市場，並不再特別以「X」来强调特快路線。

## 缺點及爭議

### 假特快
有時候巴士公司濫用特快定義，即使定線上只有一小段途經快速公路也稱作特快線，或者新落成的快速公路通車，導致原有特快標準變得過時，因而出現不少實際定線迂迴的「特快線」，在快速公路前後繞經多個地區，令行車時間加長、不比一般路線快很多，予人名不副實之感，被批評為「假特快」。
2009年前的九巴63X線更是最明顯的「假特快」例子，該線由天慈開出，先繞經屏山，後出青山公路，沿途設站到屯門，才取道屯門公路和荃灣路往九龍，然後在美孚至尖沙咀之間又再沿途設站，甚為迂迴。該線雖行經快速公路而被稱作特快線，但根本沒有特快效果可言，更曾經是九巴行車時間最長的路線，其他如260X、269B等途經西九龍公路的直達尖沙咀的路線甚至西鐵綫(今屯馬綫一部分)
均比該線更快，即使天慈邨往返深水埗及旺角亦有行經大欖隧道的265B。因此先在2009年被縮短至洪水橋及不再繞經尖沙咀，減少迂迴路段，再於2014年改行更快捷的西九龍走廊，棄經長沙灣及深水埗，成為名正言順的特快線。
而九巴70X線名義上雖屬特快線，但無異於一般路線。由於在北區走線更是迂迴曲折，途經北區的路段需時逾半小時，加上取道大窩西支路、獅子山隧道及龍翔道黃大仙至牛池灣一帶的恆常擠塞路段，而非如277X線直接的粉嶺公路至大老山隧道，因此實際上亦是毫無特快效果。最後因應北區區域性巴士路線重組，70X在2013年8月由途經大老山隧道的277X，和新開辦的277E、277P線瓜分，當中277E更成為首條由上水直達九龍而不需繞經粉嶺的專營巴士路線。
此外有部分「特快線」途經的快速公路、行車天橋或隧道只佔其中的極小部分，與對應一般路線行車時間相差不大，故被質疑其特快作用。例如港島區的城巴5X線東行只取道林士街天橋前往干諾道中便返回金鐘道，西行亦需去到中環方駛上四號幹線，新巴970X北行與970主線相比只有行走山道天橋的分別，只佔全程的一小部分，與一般路線行車時間相差只有數分鐘，特快效果非常有限，同樣為「假特快」。九巴30X、234X和238X線行經荃灣路及葵涌道只佔全線不足三份之一路程，特快路段与西鐵線荃灣西站至美孚站重叠，在長沙灣道至彌敦道沿途設站，卻被標榜為特快線（X）和收取較貴的車資，同樣惹來爭議。
九巴52X線和城巴962B線雖分別以屯門市中心和置樂花園作總站，但卻行經三聖邨至深井一段青山公路才折返屯門公路，兼且於青山公路沿途設站，在一般情況下相較同樣分別往油尖旺／港島的58X、60X及962X更慢，因而大部份時間均極少屯門居民乘坐，主要服務對象其實是青山公路沿線的居民。
較特別的為九巴290X線和城巴N8X通宵線，本身是使用特快線的X字，但其特快的性質從不被承認，原因是它們定線方面也許比主線快，卻不途經任何特快路段。290X之所以使用X字後綴，只因途經安秀道；N8X線採用X字尾的原因只是要與新巴N8通宵線作區別。
此外，不少特快線會有「碌車」情況出現，令全程行車時間拉長，特快效果有限。

### 單向特快
有一些路線受道路設計影響（如山道天橋只往中上環，反方向必須繞經西營盤或堅尼地城前往薄扶林；由東九龍可用機隧前往土瓜灣下路，但返回東九龍須途經太子道），又或者道路配額爆滿使定線受到限制，因而只能在單一方向達到特快效果。例如110、115以及970X線，其電牌只在特快方向設有「特快」字樣；亦有部份通宵線如N118、N796及N969由於客量不足，但同時需方便早班乘客，因此往市區或商業區方向以較快捷路徑行走，而往新界或住宅區方向則繞經更多地區。

### 普通路線減班
除此之外，有些特快線要從對應的一般路線上抽調車輛行走，結果令普通路線班次變疏。在被特快線「跳過」的區域，影響更為明顯，並往往引起有關地區的居民及區議員反對，如開辦35X線便需從其對應普通路線35A線抽調車輛行走，導致早上繁忙時間由安蔭往長沙灣道的班次減少。
例如「東廊特快」日益發展後，一些原本行經英皇道的路線被重組及削減，結果令途經北角及鰂魚涌的巴士路線減少，最終導致剩餘的路線（例如18及18P線）服務不足，並於繁忙時間出現長期爆滿的情況。